# Cremas B
Comunicaciones Fútbol Club B, znany bardziej jako Cremas B – gwatemalski klub piłkarski z siedzibą w stołecznym mieście Gwatemala, w departamencie Gwatemala. Funkcjonował w latach 2011–2022. Domowe mecze rozgrywał na obiekcie Estadio Cementos Progreso. Był klubem filialnym Comunicaciones FC.

## Historia
Zespół powstał w 2011 roku, od początku był filią stołecznego potentata Comunicaciones FC („Cremas” to przydomek drużyny Comunicaciones). Przystąpił do rozgrywek najniższego szczebla, a więc czwartej ligi gwatemalskiej. Szybko zaczął piąć się w hierarchii: w 2013 roku awansował do trzeciej ligi, natomiast w 2014 roku do drugiej.
W 2018 roku Cremas B trafili w 1/8 finału pucharu Gwatemali na Comunicaciones. Był to pierwszy przypadek w historii gwatemalskiego futbolu, kiedy w oficjalnych rozgrywkach klub zmierzył się ze swoimi rezerwami. Cremas sensacyjnie pokonali w dwumeczu Comunicaciones (3:2, 1:1) i wyeliminowali ich z turnieju. Cremas ostatecznie dotarli w tamtej edycji do półfinału, eliminując po drodze łącznie trzy drużyny z pierwszej ligi – Sanarate (1/16 finału), Comunicaciones (1/8 finału) i mistrza kraju, Guastatoyę (ćwierćfinał).
W listopadzie 2022 zarząd Comunicaciones FC ogłosił, że wycofuje Cremas B z rozgrywek drugoligowych i tym samym drużyna przestała istnieć. Kilka dni później drugoligową licencję Cremas B wykupił CF Universidad de San Carlos.

## Trenerzy
- William Coito Olivera (2012–2014)[6]
- Edison Moreno (2014–2015)[7]
- Carlos Blanco (2015–2017)[8]
- Iván Franco Sopegno (2018–2019)[9]
- Jorge Sumich (2019)[10]
- William Coito Olivera (2019–2020)[6]
- Iván Franco Sopegno (2020–2022)[9]